# ASKA Concert Tour 05＞＞06 My Game is ASKA
『ASKA Concert Tour 05>>06 My Game is ASKA』（アスカ・コンサート・ツアー・05-06・マイ・ゲーム・イズ・アスカ）は、ASKAの映像作品。2006年7月26日にDVDで発売され、2012年4月25日にBlu-rayて発売された。発売元はユニバーサルミュージック。

## 解説
アルバム『SCENE III』を引っ提げ、2005年12月9日から2006年3月17日にかけて行われたコンサートツアー『ASKA Concert Tour 05>>06 My Game is ASKA』から、2006年3月の日本武道館公演の模様が収録されている。

## 収録曲
1. 君が愛を語れ
作詞・作曲：ASKA
2. birth
作詞：ASKA・松井五郎　作曲：ASKA
3. はるかな国から
作詞・作曲：ASKA
4. 風の引力
作詞・作曲：ASKA
5. 君が家に帰ったときに
作詞・作曲：ASKA
6. In My Circle
作詞・作曲：ASKA
7. 背中で聞こえるユーモレスク
作詞：ASKA・松井五郎　作曲：ASKA
8. 愛温計
作詞・作曲：ASKA
9. good time
作詞・作曲：ASKA
10. Girl
作詞・作曲：ASKA
11. 同じ時代を
作詞・作曲：ASKA
12. 月が近づけば少しはましだろう
作詞・作曲：ASKA
DVDではここでDISC 1が終了。
13. you & me
作詞・作曲：ASKA
DVDではここからがDISC 2となる。
14. 共謀者
作詞・作曲：ASKA
15. 花は咲いたか
作詞・作曲：ASKA
16. Now
作詞・作曲：ASKA
17. loop
作詞：ASKA・松井五郎　作曲：ASKA
18. 晴天を誉めるなら夕暮れを待て
作詞・作曲：ASKA
19. next door
作詞・作曲：ASKA
20. 心に花の咲く方へ
作詞・作曲：ASKA
21. 抱き合いし恋人
作詞：ASKA・松井五郎　作曲：ASKA
22. 君は薔薇より美しい
作詞：門谷憲二　作曲ミッキー吉野
布施明のカバー。この楽曲は2012年に改めてレコーディングされ、カバー・アルバム『「僕にできること」いま歌うシリーズ』に収録された。
23. cry
作詞・作曲：ASKA
24. はじまりはいつも雨
作詞・作曲：ASKA